# Lučica, Požarevac
Lučica (Лучица), pronunțat în limba română Lucița, este un sat situat în partea de est a Serbiei, în Districtul Braničevo. Aparține administrativ de comuna Požarevac. La recensământul din 2002 localitatea avea 2192 locuitori.